# Фэрвью-Шорс (Флорида)
Фэрвью-Шорс (англ. Fairview Shores) — статистически обособленная местность, расположенная в округе Ориндж (штат Флорида, США) с населением в 13 898 человек по статистическим данным переписи 2000 года.

## География
По данным Бюро переписи населения США статистически обособленная местность Фэрвью-Шорс имеет общую площадь в 11,4 квадратных километров, из которых 10,1 кв. километров занимает земля и 1,29 кв. километров — вода. Площадь водных ресурсов округа составляет 11,32 % от всей его площади.
Статистически обособленная местность Фэрвью-Шорс расположена на высоте 27 м над уровнем моря.

## Демография
По данным переписи населения 2000 года в Фэрвью-Шорс проживало 13 898 человек, 3333 семьи, насчитывалось 5879 домашних хозяйств и 6326 жилых домов. Средняя плотность населения составляла около 1219,12 человек на один квадратный километр. Расовый состав населённого пункта распределился следующим образом: 78,09 % белых, 13,28 % — чёрных или афроамериканцев, 0,36 % — коренных американцев, 2,72 % — азиатов, 0,11 % — выходцев с тихоокеанских островов, 2,30 % — представителей смешанных рас, 3,14 % — других народностей. Испаноговорящие составили 9,43 % от всех жителей статистически обособленной местности.
Из 5879 домашних хозяйств в 26,7 % воспитывали детей в возрасте до 18 лет, 37,1 % представляли собой совместно проживающие супружеские пары, в 14,6 % семей женщины проживали без мужей, 43,3 % не имели семей. 31,6 % от общего числа семей на момент переписи жили самостоятельно, при этом 11,2 % составили одинокие пожилые люди в возрасте 65 лет и старше. Средний размер домашнего хозяйства составил 2,33 человек, а средний размер семьи — 2,97 человек.
Население статистически обособленной местности по возрастному диапазону по данным переписи 2000 года распределилось следующим образом: 23,1 % — жители младше 18 лет, 7,8 % — между 18 и 24 годами, 34,3 % — от 25 до 44 лет, 20,8 % — от 45 до 64 лет и 14,0 % — в возрасте 65 лет и старше. Средний возраст жителей составил 36 лет. На каждые 100 женщин в Фэрвью-Шорс приходилось 97,1 мужчин, при этом на каждые сто женщин 18 лет и старше приходилось 93,4 мужчин также старше 18 лет.
Средний доход на одно домашнее хозяйство статистически обособленной местности составил 35 399 долларов США, а средний доход на одну семью — 41 570 долларов. При этом мужчины имели средний доход в 31 203 доллара США в год против 26 221 доллар среднегодового дохода у женщин. Доход на душу населения статистически обособленной местности составил 35 399 долларов в год. 9,4 % от всего числа семей в населённом пункте и 13,6 % от всей численности населения находилось на момент переписи населения за чертой бедности, при этом 20,0 % из них были моложе 18 лет и 9,5 % — в возрасте 65 лет и старше.